# Muedzul Lail Tan Kiram

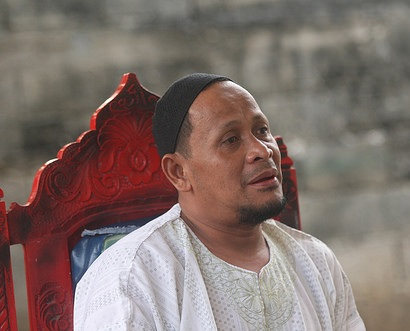
Muedzul Lail Tan Kiram

Muedzul Lail Tan Kiram (n. 18 de agosto de 1966) es un sultán moro filipino, actual jefe de la Casa Real de Sulu y que ocupa ese cargo y regencia desde el 16 de septiembre de 2012. Es hijo mayor del anterior sultán Mohammad Mahakuttah Abdulla Kiram, quien reinó entre 1974 y 1986. Es el legítimo heredero al trono del Sultanato de Sulu. Es un pretendiente al trono como el 35º sultán de Sulu.

## Biografía
Muedzul Lail Tan Kiram nació el 28 de agosto de 1966 en la isla de Joló, Filipinas, hijo mayor de Mohammad Mahakuttah Abdulla Kiram, quien fue el 34º Sultán de Sulu y Borneo del Norte, estuvo casado con Dayang-Dayang Farida Tan-Kiram. 
Sus estudios superiores lo realizó en la Universidad de Zamboanga, donde obtuvo el título de Licenciado en Artes (BA). Entre 1995 y 1996, continuó sus estudios superiores en el Islam en Lahore, en Pakistán. A partir de 2016, reside en la isla de Joló. Actualmente, también participa como líder cívico local en la isla de su residencia, donde se reúne regularmente con la población local.
Actualmente está casado con Ampun Dayang Babai Mellany S. Kiram, con quien tiene tiene siete hijos. Tras su coronación el 16 de septiembre de 2012, ha sido reconocido como el Sultán de Sulu por el secretario de la Autoridad de Desarrollo de Mindanao, Emmanuel Piñol.